# Église de la Nativité-de-Notre-Dame de Garde-Colombe
Pour les articles homonymes, voir Église de la Nativité.
L'église de la Nativité-de-Notre-Dame est une église romane située sur le territoire de la commune de Garde-Colombe dans le département français des Hautes-Alpes en région Provence-Alpes-Côte d'Azur.

## Historique
L'église fut construite à la fin du XIIe siècle et au début du  XIIIe siècle.
Elle fait l'objet d'un classement au titre des monuments historiques depuis le 27 avril 1931 et le passage, le cimetière et l'entrée de l'église sont classés depuis le 26 juillet 1933.